# Loterías y Apuestas del Estado
Loterías y Apuestas del Estado (deutsch „Staatsunternehmen für Lotterien und Wetten“) ist ein spanisches, staatliches Unternehmen mit Firmensitz in Madrid.
Das Unternehmen ist unter anderem der Betreiber der spanischen Weihnachtslotterie.

## Spiele
- Loteria Nacional
- La Quiniela - 1x2
- Loteria Primitiva
- Bono Loto
- El Gordo de la Primitiva
- El Quinigol
- EuroMillions
- Lototurf
- Quintuple Plus